# Matrice de Kraljic

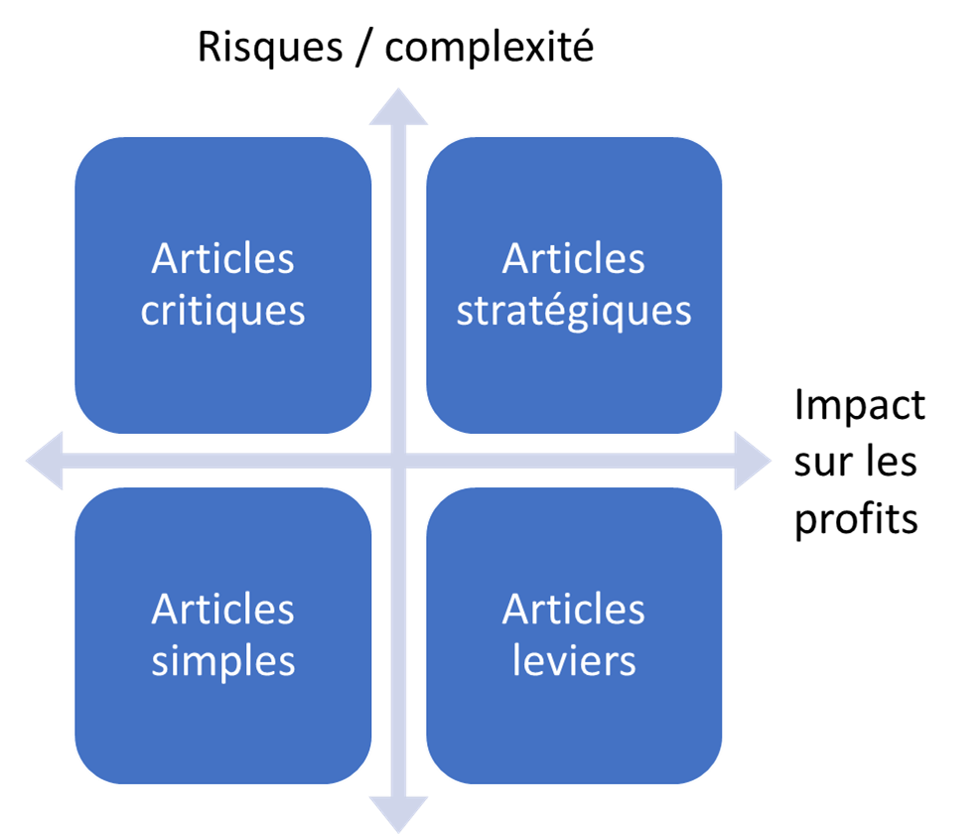
La matrice de Kraljic

La matrice de Kraljic ou modèle de Kraljic est une matrice utilisée pour segmenter les articles achetés par une entreprise ou ses fournisseurs en les divisant en quatre classes. Cette classification est basée sur deux axes :
- la complexité ou le risque du marché de l'approvisionnement comme les situations de monopole, les barrières à l'entrée, les innovations technologiques ;
- l'importance des achats ou des fournisseurs déterminée par l'impact qu'ils ont sur la rentabilité de l'entreprise.

Cette subdivision permet à l'entreprise de définir les stratégies d'achat optimales pour chacun des quatre types d'achats ou de fournisseurs.

## Histoire
Cette matrice porte le nom de Peter Kraljic qui a d'abord formulé le modèle dans un article publié dans le Harvard Business Review en 1983. 
Dans sa forme originale, la matrice de Kraljic était utilisée pour la cartographie des achats, pas des fournisseurs. Cependant, la matrice fonctionne également bien pour distinguer différentes catégories de fournisseurs.

## Description
La matrice de Kraljic définit les types d'articles achetés suivants :
- articles simples : articles à faible impact commercial en termes économiques et qui se trouvent en abondance et / ou sur des marchés à faible risque (par exemple, la papeterie de bureau). Pour ces articles, l'objectif devrait être de maximiser l'efficacité du processus d'approvisionnement afin de réduire la charge administrative, par exemple en déléguant les achats aux gestionnaires locaux ou en utilisant des catalogues.

- articles leviers : articles importants pour l'entreprise en termes d'impact économique mais provenant de marchés à faible risque avec une offre abondante. Comme son nom l'indique, la gestion optimale de ces catégories d'achats est essentielle pour garantir un résultat commercial satisfaisant. Pour ce type d’article, l'entreprise a tendance à tirer le meilleur parti de son pouvoir de négociation et de l'abondance de l'offre avec des négociations fréquentes.

- articles critiques : articles à faible impact commercial en termes économiques mais où la continuité de l'approvisionnement est menacée. La gestion de ces articles doit viser à créer des relations de collaboration à moyen-long terme entre le client et le fournisseur pour garantir l'approvisionnement, en mettant moins l'accent sur le coût.

- articles stratégiques : articles importants pour l'entreprise tant en termes d'impact économique que pour les conditions d'approvisionnement des marchés complexes et / ou risqués. Dans ce domaine, l'horizon est à moyen-long terme avec un suivi continu de la situation économique du marché, l'évolution technique, l'évaluation du « make-or-buy », la création d'alternatives et le développement de relations stables et une collaboration maximale avec les fournisseurs.